# Shellac
A Shellac amerikai noise rock/post-hardcore/math rock együttes. 1992-ben alakultak meg Chicagóban.

## Története
Alapító tagjai Steve Albini, Bob Weston, Todd Trainer. Steve Albini és Todd Trainer együtt kezdtek zenélni, Bob Weston a Volcano Suns együttesből csatlakozott hozzájuk. Zenéjüket a noise rock, post-hardcore és math rock stílusokba lehet besorolni, de maga az együttes „minimalista rock trió” névvel illeti magát.  Pályafutásuk alatt öt nagylemezt jelentettek meg. Lemezeiket a Touch and Go Records, Drag City, Skin Graft kiadók jelentetik meg. Az együttesre jellemző a humor és a szarkasztikus szövegek is.
A zenekar 2024 márciusában jelentette be, hogy tíz év után új nagylemezt ad ki To All Trains címmel. A lemez megjelenése előtt mindössze tíz nappal, 2024. május 7-én Albini szívrohamban elhunyt.

## Tagok
- Steve Albini – gitár, ének
- Bob Weston – basszusgitár, ének
- Todd Trainer – dob, ének

## Diszkográfia
- At Action Park (1994)
- Terraform (1998)
- 1000 Hurts (2000)
- Excellent Italian Greyhound (2007)
- Dude Incredible (2014)
- To All Trains (2024)